# William Regal
Darren Kenneth Matthews, meglio conosciuto come William Regal (Codsall, 10 maggio 1968), è un ex wrestler britannico, sotto contratto con la WWE.
Regal è maggiormente noto per i suoi trascorsi nella World Wrestling Federation/Entertainment tra il 1998 e il 1999 e dal 2000 al 2022, sia come lottatore che come commissioner di Raw e general manager  ed NXT.
Allenato da Marty Jones, iniziò la sua carriera nel 1983, all'età di 15 anni a Blackpool. Successivamente iniziò a lottare per federazioni del circuito indipendente britannico e girò il mondo fino al 1993, quando firmò per la World Championship Wrestling e lottò come Steven Regal. Nella federazione di Atlanta vinse quattro volte il WCW World Television Championship.
Nel 1998 passò alla World Wrestling Federation e dopo una breve parentesi in WCW nel 1999, ci tornò nel 2000, dove fu due volte Intercontinental Champion, cinque volte Hardcore Champion, quattro volte European Champion e quattro volte World Tag Team Champion. Vinse inoltre l'edizione 2008 del King of the Ring. Lavorò inoltre come responsabile dello sviluppo degli atleti e come talent scout/reclutatore dal 2018 fino al 2022.

## Carriera

### Circuito indipendente (1983–1992)
Allenato con Marty Jones, Matthews debuttò all'Horseshoe Showbar del Blackpool Pleasure Beach all'età di 15 anni. Si specializzò nel catch wrestling, usando brutali prese di sottomissione. Successivamente iniziò a lottare come Steve Regal in tutta la Gran Bretagna per l'All Star Wrestling, dove lottava in tag team con Robbie Brookside e insieme formavano i "Golden Boys".
Dopo una tournée in tutto il mondo, tra cui in Germania e Sudafrica, nel 1991, tramite Lord Alfred Hayes ottenne un match-provino nella World Wrestling Federation, precisamente a UK Rampage il 24 aprile 1991. Nel match (non ripreso dalle telecamere) lottò al fianco di Dave Taylor e Tony St. Clair e sconfissero Drew McDonald, Chic Cullen e Johnny South. Nello stesso anno, lottò ancora in WWF, dove batté Brian Maxine alla Battle Royal all'Albert Hall di Londra, in Inghilterra, il 3 ottobre 1991. Due mesi dopo, lottò sei match durante il WCW Roar Power Tour 1991 della World Championship Wrestling svoltosi nel Regno Unito e affrontò Jimmy Garvin (sconfitta), Giant Haystacks (sconfitta), Terrance Taylor (vittoria) ancora Gavin (vittoria), Michael Hayes (sconfitta) e Oz (sconfitta).
In questa prima parte di carriera, usò come nome "Steve Regal", nome che vide su una rivista di wrestling statunitense (usato da "Mr. Electricity" Steve Regal). Inoltre per un breve periodo in cui lottò in Galles, utilizzò il ring name "Steve Jones", mentre nella Joint Promotion fu annunciato come "Roy Regal".

### World Championship Wrestling (1993–1998)

#### World Television Champion (1993–1994)
Nell'autunno del 1992, scrisse una lettera a Bill Watts per un ingaggio alla World Championship Wrestling. Watts (all'epoca vice presidente esecutivo della federazione), rimase favorevolmente sorpreso dal giovane inglese e gli offrì un contratto. Apparve ancora come Steve Regal, iniziando come personaggio face. Debuttò in uno show televisivo il 30 gennaio 1993 nell'episodio di Saturday Night e la settimana successiva sconfisse il jobber Bob Cook. Poco dopo partecipò a un torneo per il vacante WCW World Television Championship. Batté The Barbarian al primo turno prima di perdere ai quarti di finale contro Johnny B. Badd.
Il 12 giugno a Saturday Night, divenne il cattivo "Lord Steven Regal", sostenendo di discendere da Guglielmo il Conquistatore e Sir William iniziò ad accompagnarlo come suo manager. La sua prima vittoria importante dopo il cambio di personaggio fu contro Marcus Alexander Bagwell il 16 giugno Clash of the Champions XXIII.
Vinse il World Television Championship sconfiggendo Ricky Steamboat a Fall Brawl grazie all'aiuto del fidato Sir William. Ebbe un lungo regno e mantenne il titolo contro una raffica di sfidanti, iniziando con la sua prima difesa del titolo televisiva contro Arn Anderson il 9 ottobre a Saturday Night, match che si concluse con un pareggio una volta raggiunti i 15 minuti di tempo limite. Lo difese poi contro il collega britannico Davey Boy Smith a Halloween Havoc (anche questo terminato in pareggio), contro Johnny B. Badd a Clash of the Champions XXV, Ricky Steamboat a Starrcade e Dustin Rhodes a Clash of the Champions XXVI (gli ultimi due terminarono in pareggio). Ulteriori difese furono contro Arn Anderson a SuperBrawl IV e contro Brian Pillman a Spring Stampede (pareggio), per poi perderlo contro Larry Zbyszko a Saturday Night il 28 maggio, ma lo riconquistò contro lo stesso Zbyszko il 23 giugno Clash of the Champions XXVII. Iniziò poi una faida con Sting. I due si sarebbero dovuti scontrare a Bash at the Beach, ma Sting si infortunò poco prima dell'evento e fu sostituito da Johnny B. Badd, che Regal riuscì a battere.
Dopo aver perso contro la leggenda giapponese Antonio Inoki a Clash Of The Champions XXVIII, a Fall Brawl, si scontrò di nuovo con Badd, ma questa volta fu quest'ultimo a trionfare e a sottrargli il titolo.

#### The Blue Bloods (1994–1998)
A partire dall'episodio del 26 novembre di Saturday Night, Regal iniziò a tenere sott'occhio Jean-Paul Levesque (che interpretava anch'esso un personaggio aristrocratico) durante i suoi match e successivamente il duo formò un tag team che esordì nell'episodio del 21 gennaio 1995 di Pro, dove sconfissero Brad e Scott Armstrong. Poco dopo, Levesque lasciò la WCW e fu sostituito da Bobby Eaton e i due assunsero il nome "The Blue Bloods". Il duo iniziò a collaborare per la prima volta nell'episodio dell'8 aprile di Saturday Night.
Nello stesso periodo grazie alla collaborazione tra la WCW e la New Japan Pro-Wrestling, Regal partecipò ad un tour della federazione giapponese e tra i match lottati, il 16 aprile sfidò senza successo Shinya Hashimoto per l'IWGP Heavyweight Championship. Rientrato dal tour nipponico, i Blue Bloods puntarono i WCW World Tag Team Championship in possesso dei Nasty Boys, che sfidarono senza successo a The Great American Bash. Nella puntata del 24 giugno di WorldWide, i Blue Bloods si vendicarono dei Nasty Boys, causando la perdita dei titoli in favore degli Harlem Heat. I tre team si scontrarono a Bash at the Beach in un triple threat tag team match, ma i campioni mantennero i titoli. Ben presto i Blue Bloods uscirono dal giro titolato e lottarono in match di minore importanza. Poco dopo "Squire" Dave Taylor si unì alla squadra e Jeeves fu reclutato come servitore. Eaton e Regal ebbero un'ulteriore possibilità per il WCW World Tag Team Championship contro Sting e Lex Luger a Clash of the Champions XXXII, ma non riuscirono a conquistare i titoli.
Nell'episodio del 27 gennaio di Saturday Night, Regal fu attaccato durante un match dal debuttante Belfast Bruiser, sancendo una faida tra i due poiché il Belfast Bruiser era un nordirlandese che sviluppò un odio profondo per Regal in quanto inglese. A marzo, i due si affrontarono ad Uncensored, ma a vincere fu il nordirlandese per squalifica, dopo che Eaton e Taylor lo attaccarono. Nella puntata del 29 aprile di Monday Nitro, i due si scontrarono in un parking lot brawl match, dove fu Regal a prevalere. I due avrebbero dovuto collaborare nel "lethal lottery" tag team match di Slamboree, ma Belfast Bruiser si infortunò e fu sostituito da Dave Taylor. I due persero contro Jim Duggan e VK Wallstreet.
Dopo aver perso contro Sting a The Great American Bash, nell'episodio del 31 agosto di Saturday Night, riconquistò il World Television Championship per la terza volta, battendo Lex Luger dopo che quest'ultimo era stato attaccato dagli The Outsiders. Dopo aver vinto il titolo, si concentrò esclusivamente sulla competizione singola e i Blue Bloods rimasero inattivi. Mantenne il titolo per cinque mesi e lo difese contro atleti del calibro di Jim Duggan, Dean Malenko, l'ex partner Bobby Eaton e Psychosis. Avrebbe poi dovuto difendere il titolo contro Rey Misterio, Jr. a SuperBrawl VII, ma nella puntata di Nitro del 17 febbraio lo perse contro Prince Iaukea a causa di una distrazione di Misterio. Sei giorni dopo, Regal si vendicò costando a Misterio, il titolo Iaukea a SuperBrawl VII. Ottenne un'altra opportunità a Spring Stampede, ma non riuscì a riconquistare il titolo e come vendetta, il 7 aprile attaccò Iaukea prima del suo match contro Ultimo Dragon e quest'ultimo riuscì a vincere il titolo.
A Slamboree, Regal riuscì a riconquistare il World Television Championship battendo Ultimo Dragon, ma lo perse due mesi dopo a Nitro contro lo stesso Ultimo Dragon. Il 15 settembre ottenne un'altra possibilità per il titolo contro Alex Wright senza successo. Nell'autunno del 1997, i Blue Bloods (Regal & Taylor) tornarono in azione e sfidarono senza successo gli Steiner Brothers per il WCW World Tag Team Championship durante World War 3. Più tardi quella notte, Regal partecipò senza successo al three ring battle royal match con in palio un match valido per il WCW World Heavyweight Championship.

### World Wrestling Federation (1998−1999)
Debuttò nella World Wrestling Federation nell'episodio del 29 giugno 1998 di Raw Is War, dove batté Droz per sottomissione con la Regal Stretch. Poco dopo fu mandato in un campo di addestramento gestito da Dory Funk Jr. per rimettersi in forma, ma nel suo ultimo giorno subì una distorsione la caviglia nel corso di un match contro Rhyno e al ritorno a casa in seguito ad una caduta in bagno, si ruppe la caviglia e la gamba.
Durante questo periodo, era dipendente da Renewtrient, Valium e altri antidolorifici. Per questo motivo fu tenuto fuori dai programmi WWF finché in autunno tornò in stile costruttore/boscaiolo creato da Vince Russo e basato sull'immagine di The Brawny Man. Le vignette per il personaggio lo mostravano mentre faceva cose virili come tagliare la legna, radersi con un rasoio e spremere il proprio succo d'arancia. Dopo aver debuttato con il nuovo personaggio nell'ottobre 1998, affrontò X-Pac nel primo round del torneo per l'assegnazione del vacante WWF Championship alle Survivor Series. Il match terminò in doppio count out ed entrambi furono eliminati. Poco dopo iniziò una faida con The Godfather, ma fu eliminata in fretta a causa dei problemi personali di Regal. Ad aprile, dopo essere entrato in riabilitazione, la WWF lo licenziò.

### Ritorno in WCW (1999−2000)
Terminata la riabilitazione, tornò in WCW come "Lord Steven Regal". La sua prima apparizione avvenne a Nitro, dove in coppia con Fit Finlay perse contro Chris Benoit e Perry Saturn. Lottò poi in pay-per-view a Bash at the Beach, dove prese parte al primo Hardcore Junkyard Invitational. La notte successiva a Nitro, perse contro Billy Kidman, nonostante le interferenze a suo favore da parte di Finlay e Dave Taylor. Due settimane dopo, affrontò Mikey Whipwreck, ma perse il match quando la First Family di Jimmy Hart sfidò i Blue Bloods a Road Wild per l'Hardcore Trophy. La sfida non avvenne mai.
Come nell'esperienza precedente, Regal lottò principalmente in tag team. Continò ad interpretare il ruolo di heel ed ebbe piccole faide con team come i Revolution e i Filthy Animals. Lottò il suo ultimo match in WCW alla fine di febbraio 2000, dove perse contro Jim Duggan a Saturday Night con in palio il World Television Championship. Poco dopo infatti venne licenziato per tagli al budget

### Ritorno in WWF/E (2000−2022)

#### European Champion e Commissioner (2000–2001)
Nei primi mesi del 2000 fu assunto nuovamente dalla WWF e lo mandarono nella Memphis Championship Wrestling, loro federazione satellite, dove lottò dieci match prima di lottare un dark match a Jakked contro Chris Michaels e in diversi house show.
Tornò negli show principali come heel, il 16 ottobre a Raw Is War, dove vinse subito il WWF European Championship contro Al Snow. Dopo circa due mesi e diciotto difese, lo perse a Rebellion contro Crash Holly, ma lo riconquistò nella rivincita due giorni dopo a Raw is War. Dopo aver partecipato senza successo al royal rumble match dell'omonimo pay-per-view, la sera successiva a Raw is War perse il titolo contro Test.
L'8 marzo, nel corso della puntata di SmackDown!, divenne il nuovo commissioner dopo aver battuto Al Snow in un match con in palio la prestigiosa carica.
Durante la storyline dell'Invasion, Regal effettuò un turn face, ma poco dopo tornò tra le file degli heel, costando a Kurt Angle il match per il WWF Championship e si unì all'Alliance (WCW/ECW) e fu licenziato da Linda McMahon, ma Shane McMahon (che secondo la storyline era il proprietario della WCW), lo assunse come commissioner dell'Alliance. In seguito alla sconfitta dell'Alliance alle Survivor Series, Regal fu costretto ad entrare nel "Kiss My Ass Club" di Vince McMahon che consisteva nel baciare le natiche di McMahon per poter mantenere il posto come lottatore.

#### The Un-Americans (2002–2003)
A Royal Rumble, riuscì a battere Edge e conquistò il Intercontinental Championship. Regal riuscì a vincere scorrettamente utilizzando un tirapugni per mettere KO l'avversario con il mezzo che sarebbe diventato un marchio di fabbrica del personaggio. Dopo averlo difeso contro lo stesso Edge nella rivincita di No Way Out, lo perse a WrestleMania X8 contro Rob Van Dam. La settimana successiva a SmackDown!, rivinse lo European Chempionship contro Diamond Dallas Page.
Dopo essere stato acquisito dal roster di Raw nel corso della Brand Extension, l'8 marzo a Raw perse il titolo contro Spike Dudley, ma lo riconquistò il 6 maggio successivo. Nel corso del mese di aprile vinse per cinque volte l'Hardcore Championship durante diversi house show. Partecipò anche al King of the Ring, ma perse contro Booker T nei match di qualificazione al torneo.
Dopo aver perso lo European Championship il 2 luglio a Raw contro Jeff Hardy, si unì a gli Un-Americans, una stable anti-americana formata dai canadesi Lance Storm, Christian e Test. Ad Unforgiven, gli Un-Americans persero contro il tag team formato da Bubba Ray Dudley, Kane, Booker T e Goldust. Nella puntata di Raw del 30 settembre, ogni membro degli Un-Americans perse il proprio match, causando frizioni nel gruppo. Regal iniziò a lottare in coppia con Lance Storm, Christian con Chris Jericho e Test iniziò a lottare in singolo. Il 30 settembre Raw, sia Christian che Storm furono sconfitti da Randy Orton, mentre Regal e Test persero contro Rob Van Dam e Tommy Dreamer. Ciò portò ad una rottura definitiva della stable e tutti e quattro i membri si attaccarono a vicenda.
Storm e Regal vinsero il World Tag Team Championship nell'episodio del 6 gennaio 2003 di Raw, contro Booker T e Goldust grazie al solito tirapugni del lord inglese., lo persero contro i Dudley Boyz il 19 gennaio a Royal Rumble, ma lo rivinsero la notte successiva a Raw grazie a un match improvvisato organizzato da Chief Morley. A No Way Out mantennero i titoli contro Kane e Rob Van Dam.
Nella sua autobiografia, uscita nel 2005, Regal ricordò di aver avuto gonfiore su tutto il corpo, battito cardiaco elevato e difficoltà a dormire la sera prima del match. Durante lo stesso, subì una commozione cerebrale e perse brevemente i sensi. Nei giorni successivi le sue condizioni peggiorarono e il consulto medico rivelò che Regal aveva contratto un parassita cardiaco durante un tour della WWE in India avvenuto nel novembre 2002. Questo, insieme alla commozione cerebrale, lo tenne fuori dai giochi per il resto dell'anno.

#### Varie faide (2004–2006)
Regal tornò il 15 aprile a Raw, dopo oltre un anno di assenza. Il general manager, Eric Bischoff, gli affidò suo nipote ritardato Eugene. Inizialmente rifiutò, ma era la condizione per essere reintegrato nel roster. Inizialmente riluttante dal dover "fare da babysitter", Regal alla si affezionò molto a Eugene e divennero amici, e il lord inglese effettuò un turn face. Nella puntata di Raw del 10 maggio, Bischoff gli ordinò di sabotare il match del nipote in modo da imbarazzarlo e far si che si licenziasse e in cambio sarebbe stato reintegrato con effetto immediato. Accettò riluttante, ma nonostante lo abbia fatto inciampare, Eugene riuscì comunque a sconfiggere il suo avversario. Fu infine reintegrato il 21 giugno, ma Bischoff lo mandò per vendetta contro Kane, che lo mise KO e vinse l'incontro.
A giugno, fu inserito in una faida con l'Evolution, dopo che il leader Triple H cercò di convincere Eugene che Regal stava segretamente complottando contro di lui. Nell'episodio di Raw del 12 luglio, dopo settimane di manipolazione, l'Evolution attaccò Eugene, con grande sgomento di Regal. continuarono a tormentare entrambi e nell'episodio del 9 agosto di Raw, Regal fu rapito e brutalizzato da Triple H per ottenere un vantaggio contro Eugene. A SummerSlam, Regal assistette Eugene nel suo match contro Triple H e cercò di fermare le scorrettezze di Ric Flair, ma nonostante ciò, Eugene perse l'incontro. A settembre, collaborò con Chris Benoit e ad Unforgiven i due sconfissero i membri di Evolution Batista e Ric Flair. Tornato in coppia con Eugene, il 15 novembre a Raw, il duo vinse il World Tag Team Championship contro La Résistance. Tuttavia, a New Year's Revolution, Eugene si ferì durante la difesa del titolo contro Christian e Tyson Tomko. Sebbene riuscì a terminare il match, rimase fuori combattimento per oltre sei mesi. Rimasto senza partner, Regal perse i titoli nel corso di un house show svoltosi il 16 gennaio a Winnipeg contro La Resistance e a sostituire Eugene fu Jonathan Coachman. Nell'episodio di Raw del 7 febbraio, tornò a collaborare con l'ex partner Tajiri e i due rivendicarono una chance titolata, che ottennero per la settimana successiva, in cui riconquistarono i titoli.
Durante marzo e aprile, Regal e Tajiri hanno difeso con successo i titoli contro La Résistance più volte, Maven e Simon Dean, The Hurricane e Rosey e gli Heart Throbs. Ciò portò ad un tag team turmoil match che coinvolse le suddette squadre a Backlash, dove i campioni furono eliminati da La Résistance che, a loro volta, furono eliminati da The Hurricane e Rosey, che vinnsero i titoli.
Il 30 giugno, per effetto del draft, fu trasferito nel roster di SmackDown. In quel periodo ebbe una breve alleanza con il debuttante Paul Burchill, che si trasformò in rivalità terminata in parità.

#### King Booker's Court e tag team con Dave Taylor (2006–2007)

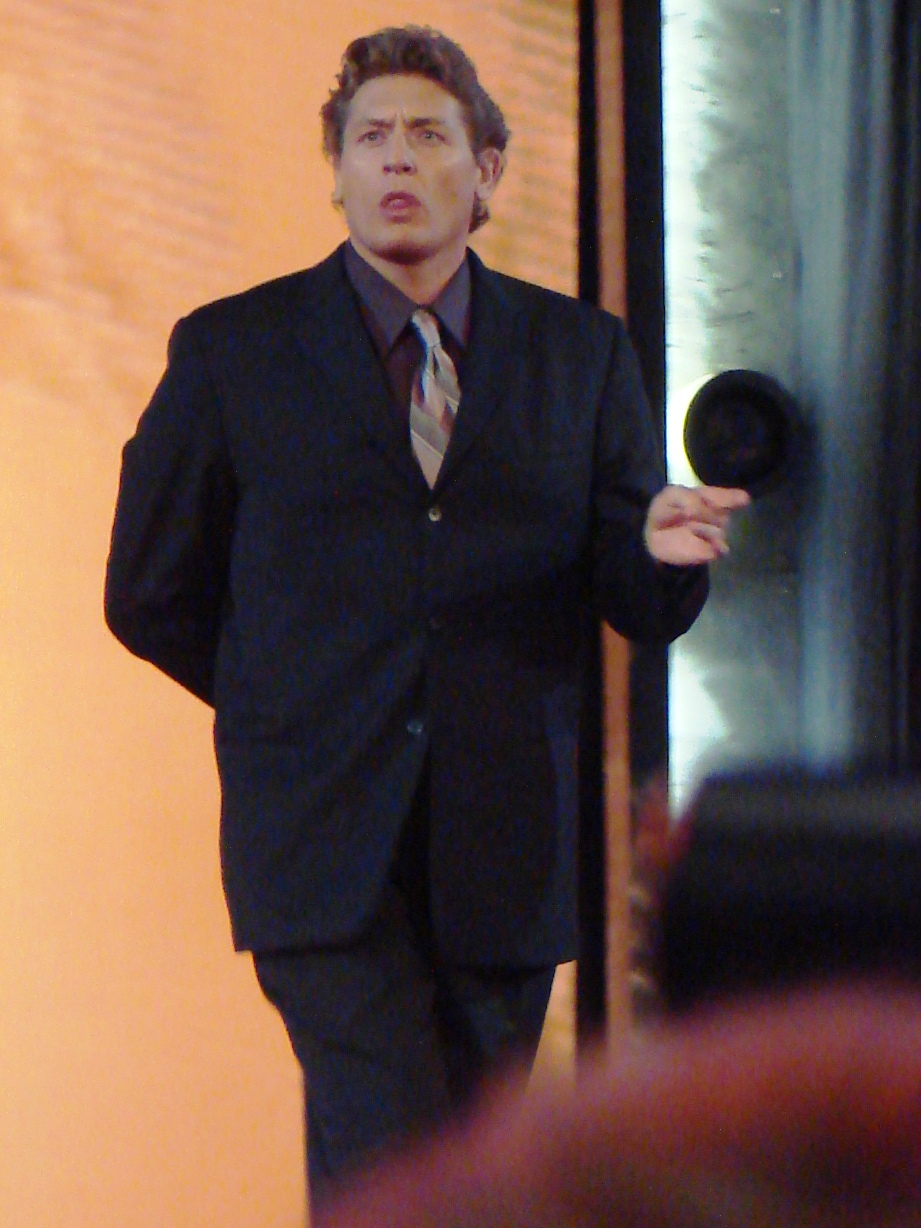
William Regal a No Mercy 2007

Regal continuò a lottare come mid-carder e nell'episodio di SmackDown! del 28 aprile sfidò senza successo John "Bradshaw" Layfield in un match con in palio lo United States Championship.
Poco dopo Booker T vinse il King of the Ring, assunse la gimmick di "King Booker" e Regal si unì alla King Booker's Court interpretando il ruolo di banditore. Come membro della Corte, Regal aiutò il suo re nella sua faida contro Bobby Lashley, collaborando occasionalmente con Finlay (altro membro della Corte). Tuttavia, durante questo periodo i due litigarono spesso a causa del titolo degli Stati Uniti. In seguito Regal fu nominato cavaliere da King Booker e ricevette il titolo di "Sir". A No Mercy, perse contro il rientrante Chris Benoit. Questa sconfitta portò a diversi strascichi, infatti King Booker lo schiaffeggiò con l'accusa di essere inutile e per tutta risposta, Regal lo colpì con un pugno e lasciò la stable. Durante l'evento, Regal fu coinvolto in un segmento nel backstage con Vito in cui espose accidentalmente il suo pene per un breve secondo. A causa dell'accaduto, che portò a diverse polemiche, la WWE chiese scusa attraverso un comunicato.
Dopo No Mercy, un Regal frustrato, dichiarò che mentre una volta era stato uno dei più grandi lottatori del mondo, adesso era diventato uno zerbino per altri lottatori di SmackDown. Si riferiva a quando fu costretto a vestirsi "da ragazza formosa", al già citato incidente negli spogliatoi con Vito e all'essere nominato cavaliere da un falso re. Dopo aver annunciato che non avrebbe più tollerato queste cose, presentò il suo vecchio tag team partner Dave Taylor e i due betterono facilmente Scotty 2 Hotty e Funaki. Nel corso del match successivo, Taylor subì un infortunio al menisco del ginocchio sinistro e per le successive settimane rimase solamente all'angolo di Regal in diversi house show. Una volta ripresosi Taylor, i due iniziarono una rivalità con Paul London e Brian Kendrick, detentori del WWE Tag Team Championship. Dopo averli sconfitti in diversi match non titolati, ad Armageddon ebbero la loro chance titolata in un fatal four-way ladder match insieme agli MNM e gli Hardys, dove però i campioni riuscirono a mantenere le cinture.
Nella puntata di SmackDown! del 25 maggio 2007, lottarono contro London e Kendrick (che nel frattempo persero i titoli), per determinare gli sfidanti ai titoli di coppia, ma persero a causa dell'interferenza dei campioni Deuce 'n Domino, il che portò ad un triple threat tag team match la settimana successiva, vinto dai Deuce 'n Domino.

#### General Manager diRawe King of the Ring (2007–2009)

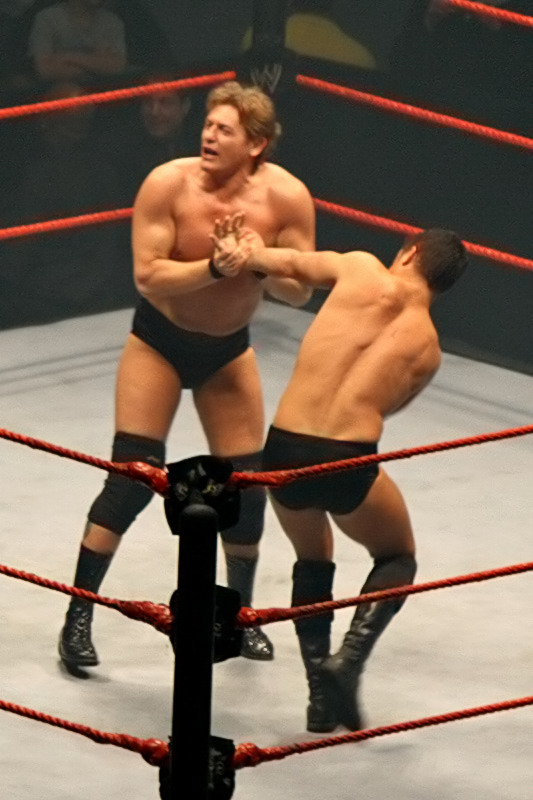
Regal vs. Cody Rhodes nel 2007

L'alleanza con Taylor terminò il 17 giugno, quando Regal fu trasferito a Raw in seguito al draft supplementare. Il 2 luglio, fu nominato general manager ad interim dello show rosso, in sostituzione di Jonathan Coachman e il suo primo atto fu quello di indire un beat the clock sprint per determinare lo sfidante di John Cena (detentore del WWE Championship) a Great American Bash.
Nella puntata di Raw del 6 agosto, fu nominato general manager a tutti gli effetti dopo aver vinto una battle royal combattuta insieme ad altri membri del roster rosso. Il 3 settembre a Raw, fu attaccato dal campione WWE John Cena come rappresaglia per aver premiato Randy Orton con una chance titolata dopo che quest'ultimo aveva preso a calci in testa il padre di John Cena la settimana precedente. A causa dell'attacco subìto, Regal scomparve dai programmi televisi per un mese e al suo ritorno si schierò con Vince McMahon. Nella puntata di Capodanno, Triple H affrontò Ric Flair e se quest'ultimo avesse perso, sarebbe stato costretto a ritirarsi. Regal, per evitare che Triple H perdesse di proposito in quanto grande amico di Flair, annunciò che in caso di sconfitta del primo, non avrebbe potuto partecipare al royal rumble match. Nel corso del match, con Triple H vicino alla vittoria, arrivò Regal e colpì Flair con un tirapugni che vinse quindi per squalifica. La settimana successiva, Triple H si vendicò, vincendo un first blood match.

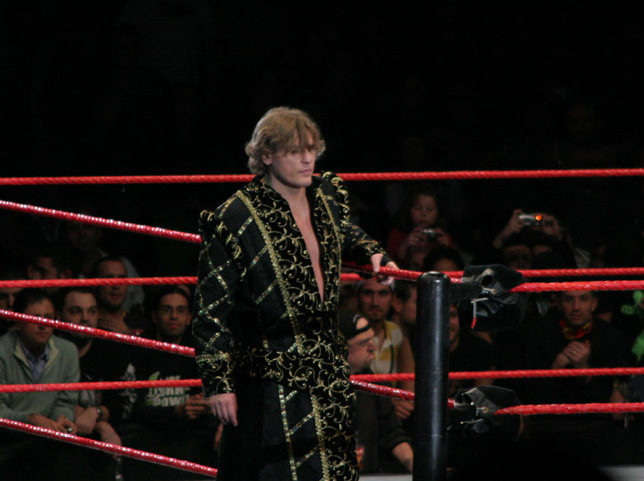
William Regal nel 2008

Il 21 aprile 2008, vinse il torneo King of the Ring, dopo aver superato Hornswoggle, Finlay e CM Punk tutti per sottomissione, diventando il primo a sottomettere Punk. Poche settimane dopo, perse un loser gets fired match contro Mr. Kennedy (che aveva interrotto la sua cerimonia di incoronazione), e fu quindi costretto a lasciare la WWE. In realtà, Regal fu sospeso per sessanta giorni a causa della sua seconda violazione del Wellness Program. Tornò il 28 luglio a Raw, dove fu sconfitto dal World Heavyweight Champion CM Punk.
Dopo una breve faida con Jamie Noble, che portò Layla (manager di Noble) a passare dalla parte di Regal, il 3 novembre vinse una battle royal per determinare lo sfidante all'Intercontinental Championship detenuto da Santino Marella. Il match si svolse la settimana successiva a Manchester, dove fu Regal a vincere in quaranta secondi e a laurearsi per la seconda volta campione intercontinentale. La sua prima faida fu contro CM Punk. Il loro primo scontro avvenne nella puntata di Raw del 5 gennaio 2009, dove fu lo sfidante a vincere per squalifica dopo aver afferrato la maglia dell'arbitro. A causa di ciò, Stephanie McMahon accordò a Punk la rivincita per la settimana successiva, con la clausola che se Regal fosse stato squalificato, avrebbe perso il titolo, ma questa volta fu Punk ad essere squalificato. McMahon sancì un ulteriore match per il 19 gennaio, stavolta senza squalifiche, dove Punk riuscì a batterlo ed aggiudicarsi il titolo. Nella successiva rinvincita del 9 febbraio, Regal non riuscì a riconquistare la cintura.
Il draft portò alla separazione con Layla dopo che quest'ultima fu trasferita nel roster di SmackDown.
A Extreme Rules, prese parte ad un fatal four-way match insieme a MVP, Matt Hardy e Kofi Kingston per il United States Championship detenuto da quest'ultimo, che riuscì a mentenere il titolo schienando Regal.

#### The Ruthless Roundtable (2009–2010)
Il 29 giugno 2009 Regal fu spostato nel roster ECW La sera successiva lottò il suo primo match nel nuovo roster, dove insieme a Vladimir Kozlov batté Tommy Dreamer e Christian.
Dopo aver vinto un tag match nell'episodio del 6 agosto di Superstars, fu nominato primo sfidante all'ECW Championship dopo aver battuto Tommy Dreamer.
Nell'episodio del 18 agosto di ECW, lottò ancora al fianco di Vladimir Kozlov contro Ezekiel Jackson e il campione ECW Christian, dove Jackson attaccò il compagno per favorire la vittoria di Regal. I tre (Regal, Kozlov e Jackson) formarono una stable chiamata "The Ruthless Roundtable". A SummerSlam, Regal ebbe la sua chance titolata, ma Christian prevalse in otto secondi. Il 25 agosto si prese la sua rivincita (grazie ai compagni di stable), ma il titolo non era in palio. Forte della vittoria, Regal chiese un altro match per il titolo a Breaking Point, ma ancora una volta fu Christian a mantenere la cintura. A Regal fu quindi negata un'altra possibilità titolata, ma la Ruthless Roundtable continuò ad attaccare ripetutamente Christian per continuare la faida. Di conseguenza, Christian chiese di affrontare Regal che ebbe così un'altra possibilità per l'ECW Championship nella puntata del 10 novembre di ECW a Sheffield in Inghilterra, ma ancora una volta non ebbe successo.
Alle Survivor Series, prese parte al classico 5-on-5 Survivor Series elimination match, ma fu eliminato da MVP. Dopo Survivor Series, ci furono dei malumori all'interno del gruppo e Jackson sembrava pronto a lasiciare, ma Regal si schierò dalla sua parte e si rivoltarono contro Kozlov. Dopo il tradimento, Regal aiutò Jackson a battere Kozlov in un match di qualificazione con in palio la possibilità di prendere parte ad una battle royal con in palio un match per l'ECW Championship. Jackson vinse la battle royal, ma a Royal Rumble fu ancora una volta Christian a trionfare. Nonostante la sconfitta, Regal e Jackson continuarono ad aggredire il campione che gli concesse un'altra chance titolata e nell'ultima puntata di ECW datata 16 febbraio 2010, Jackson riuscì a trionfare in un extreme rules match e a conquistare il titolo.

#### Varie faide (2010-2012)
Dopo la chiusura del roster ECW, tornò nel roster di Raw e fece da pro (mentore) a Skip Sheffield nella prima stagione di NXT. Regal debuttò a nello show giallonero il 2 marzo, lottando insieme a Sheffield in un tag team match perso contro Matt Hardy e Justin Gabriel. Vinse il suo primo match a NXT, nell'episodio del 13 aprile, dove sconfisse Daniel Bryan. Il suo compito da pro terminò il 10 maggio quando Sheffield fu eliminato.
Dopodiché fu impiegato in faide minori e oltre che a Raw, appariva regolarmente anche a NXT e Superstars e ha avuto faide con Santino Marella, Goldust e Darren Young.
Nel marzo 2011, diventò commentatore di NXT e il 26 aprile passò al roster di SmackDown per effetto del draft. Ad NXT, iniziò una faida con il debuttante Jacob Novak dopo che quest'ultimo lo provocò dandogli del vecchio. Nell'episodio di NXT del 3 maggio, Regal avrebbe dovuto affrontare Novak, ma du sostituito da JTG, il suo pro. Con Regal pronto a vincere il match, intervenne Novak, che lo colpì, facendo scattare la squalifica, regalandogli la vittoria. Nell'occasione il lord inglese effettuò un turn face. La faida terminò il 10 maggio quando Regal sconfisse Novak, sottomettendolo alla sua Regal Stretch.

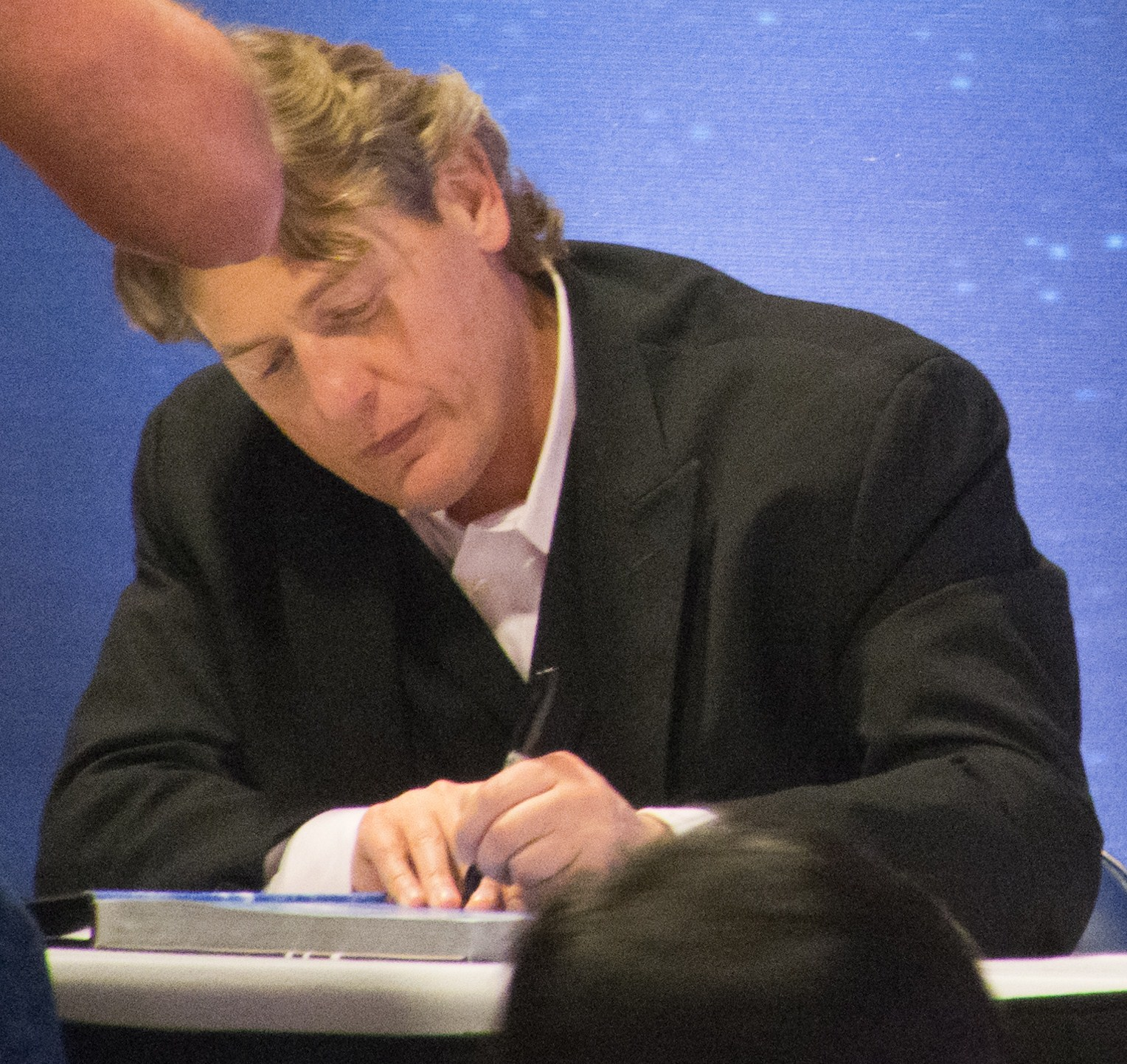
Regal nel 2012

Regal intervenne per salvare Matt Striker dall'assalto di Darren Young e dopodiché quest'ultimo lo sfidò ad un match che si svolse il 6 settembre a NXT, dove fu Regal a prevalere. Il 13 settembre a NXT, lottò (perdendo) al fianco di Striker contro JTG e Darren Young. Prese parte all'episodio del 10 novembre di Superstars tenutosi in Inghilterra, dove perse contro Daniel Bryan, ma entrambi i lottatori al termine del match si strinsero la mano in segno di rispetto.
Nella puntata del 15 febbraio 2011 di NXT: Redemption, assunse temporaneamente l'incarico di presentatore di NXT in sostituzione di Matt Striker per organizzare i match show e due settimane dopo fu nominato coordinatore dei match. Dopo essere stato nominato come figura autoritaria, ebbe diversi problemi con Curt Hawkins e Tyler Reks, mentre Maxine tentò di farlo cacciare da NXT.
Nel 2011 iniziò a commentare i match della Florida Championship Wrestling e successivamente iniziò una faida con Dean Ambrose. I due si scontrarono il 6 novembre e fu Regal ad uscirne vincitore. In seguito alla sconfitta, Ambrose era ossessionato dal suo avversario e desideroso di una rivincita, iniziò a provocarlo terminando i match con le mosse tipiche del lord inglese. Una rivincita fu programmata il 15 luglio, come main event per l'episodio finale della FCW. Il match fu cuento e terminò in no contest dopo che Regal iniziò a sanguinare da un orecchio. Dopo lo stop da parte dell'arbitro, Regal fissò Ambrose, lo applaudì e girò la testa e Ambrose lo colpì con il Knee Trembler. Successivamente, lo spogliatoio dell'FCW prese d'assalto il ring per separare i due. Dopo la chiusura della FCW, continuò a commentare i match del neonato show NXT (non più reality show, ma vero e proprio show di wrestling).
Nel 2012 lottò principalmente negli house show. A Over the Limit, prese parte senza successo ad una 20-men battle royal match per determinare lo sfidate allo United States Championship o all'Intercontinental Championship. Alla fine del 2012, interpretò il ruolo dell'amico di Sheamus nella rivalità di quest'ultimo contro Big Show, dove fu ripetutamente attaccato dal gigante. Apparve anche nell'episodio di SmackDown del 6 novembre svoltosi a Birmingham, dove insieme a Sheamus perse contro Big Show e Wade Barrett. Chiuse questa storyline con una sconfitta contro Big Show il 12 novembre a Raw.

#### Ultimi match (2012–2013)
Ad aprile lottò durante il tour WWE nel Regno Unito perdendo contro Antonio Cesaro a Raw contro Wade Barrett a SmackDown. Il 1º dicembre, batté Ace Steel in un match per la World League Wrestling a Eldon, Missouri. Lottò poi a Raw il 17 giugno 2013, dove perse ancora contro Cesaro.
Il 5 dicembre, iniziò una faida con il suo ex discepolo Kassius Ohno quando salvò Tyson Kidd da un assalto di Ohno e Leo Kruger. In seguito salvò anche Derrick Bateman dall'attacco post-match di Ohno, quest'ultimo affrontò Regal, che lo prese a pugni. La settimana successiva, Regal si è scusò con Ohno. In risposta alle scuse, Ohno dichiarò di aver seguito le sue orme per arrivare in WWE, ma che l'intera carriera di Regal non ha avuto un lascito, portando così il lord inglese a prenderlo di nuovo a pugni. Dopo diversi attacchi reciproci, la rivalità culminò il 10 aprile a NXT, dove fu Regal a trionfare. Ohno in seguito si scusò con l'avversario.
Ebbe un'ultima faida contro Antonio Cesaro nata in seguito al salvataggio di Regal in favore di Byron Saxton, all'epoca bullizzato dallo svizzero. Il tutto culminò con la vittoria di Cesaro il 25 dicembre a NXT, in quello che si rivelò essere il suo ultimo match. Nel 2017, interrogato sulla questione, confermò il suo ritiro.

#### General manager diNXT(2014–2022)
Il 28 agosto 2014, fu nominato general Manager di NXT in sostituzione di JBL. Il noto giornalista Dave Meltzer affermò che Regal fu "spostato dalla cabina di commento al ruolo di general manager, poiché non ritenuto adatto al ruolo." Il dirigente della WWE Triple H descrisse più volte Regal come uomo chiave per quanto riguarda il reclutamento di nuovi wrestler, sia all'interno dell'ambiente che da atleti provenienti da altri sport. Divenne anche un allenatore al WWE Performance Center Dopo la morte di Dusty Rhodes fu nominato capo allenatore del Performance Center.
Il 22 gennaio 2018 fece una breve apparizione sul palco durante la celebrazione del 25º anniversario di Raw come ex general manager dello show rosso.
A febbraio, un articolo su WWE.com dedicato alle nuove reclute, lo indicò come direttore dello sviluppo degli atleti e capo del reclutamento. Il 13 aprile assunse la carica di general manager di 205 Live.
Il 5 gennaio 2022 fu licenziato a causa della politica di tagli al personale imposta dalla compagnia (oltre al recente rinnovamento di NXT voluto dal proprietario Vince McMahon), terminando il suo rapporto con la WWE dopo 22 anni.

### All Elite Wrestling (2022)
Esordì a sorpresa nella All Elite Wrestling, durante il pay-per-view Revolution, dove intervenne per sedare la rissa post match tra Jon Moxley e Bryan Danielson. Nella conferenza stampa successiva all'evento, il presidente Tony Khan, confermò la firma di Regal con la compagnia
Successivamente fondò insieme a Moxley, Danielson e successivamente Wheeler Yuta e Claudio Castagnoli, il Blackpool Combat Club, una stable che prende il nome della città in cui Regal iniziò la carriera. Dopo mesi come manager della fazione, a Full Gear tradì Moxley (detentore dell'AEW World Championship), passando il suo famoso tirapugni a MJF, favorendone la vittoria del titolo. Due settimane dopo fu a sua volta tradito da MJF, che lo colpì alla nuca con il tirapugni e successivamente fu portato fuori in barella.

### Ritorno in WWE (2023–presente)
Il 4 gennaio 2023 venne riportato il suo ritorno in WWE.

## Vita privata
È sposato dal novembre del 1986 con Christina Beddoes, con cui ha avuto tre figli: Daniel, Bailey e Dane. Ha un tatuaggio sulla gamba sinistra con scritto "Made in England" e uno sul braccio sinistro che raffigura una rosa con il nome della moglie. Il figlio Bailey, inoltre, è anch'egli un wrestler ed è sotto contratto con la WWE.
Ha una grande passione per gli animali e ha vari animali domestici. Scherzosamente dice che possiede tanti animali perché "gli uomini mi disgustano, creature vili".
Nel 2003 gli fu mal diagnosticato un problema cardiaco, a causa del quale il lato destro del cuore non batteva in sincronia col sinistro: ciò determinò la formazione di una grande quantità di liquidi nel suo corpo. Dopo una serie di trattamenti medici, tornò a combattere nell'aprile del 2004. Durante la cura e la riabilitazione accumulò e poi perse diciotto chili.

## Personaggio
Il suo stile di lotta era un mix di rissa e prese di sottomissione, spesso utilizzando una combinazione di colpi d'avambraccio ginocchiate, insieme a diversi tipi di suplex, che utilizzava per mettere a terra l'avversario prima di bloccarlo attraverso brutali sottomissioni. Pur affermando spesso di essere un tipico "gentiluomo inglese", spesso infrangeva le regole; soffocava il suo avversario mentre l'arbitro era distratto, attaccava gli avversari che erano aggrappati alle corde e prendeva a pugni il suo avversario in testa con i tirapugni quando l'arbitro non guardava; quest'ultima divenne una delle sue mosse finali distintive e fu chiamata Power of the Punch. Le sue altre mosse distintive includevano il Knee Trembler, un ginocchiata alla testa in corsa con l'avversario piegato e la Regal Stretch, una STF a gambe incrociate e una ghigliottina alla gola.

### Mosse finali

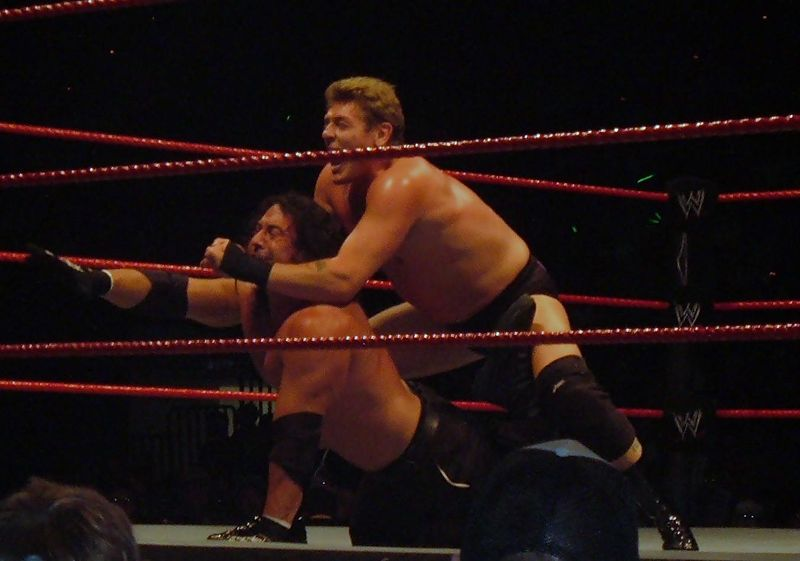
William Regal esegue la Regal Stretch su Chuck Palumbo

- Knee Trembler (Running knee lift) – dal 2005[223]
- Power of the Punch (montante con tirapugni) – 2002–2004[223]
- Regal Cutter (Arm trap neckbreaker) – 2000–2002[223]
- Regal Stretch (Arm trap cross-legged STF)[223][224]

### Soprannomi
- "The Man's Man"[2]
- "The Real Man's Man"[225]
- "The Ringleader of the Tormentors"[2]

## Wrestler allenati
- Ashe[226]
- Bobbi Bardot[226]
- Brian Kendrick[226]
- Chris Hero[227]
- CM Punk[228]
- Bryan Danielson[226]
- Jade[226]
- Satender Ved Pal[226]
- Lee Walker[226]
- Reckless Youth[226]
- Skaye[226]
- Vicky Swain[229]
- Charlie Dempsey[226]

## Titoli e riconoscimenti
- Memphis Championship Wrestling

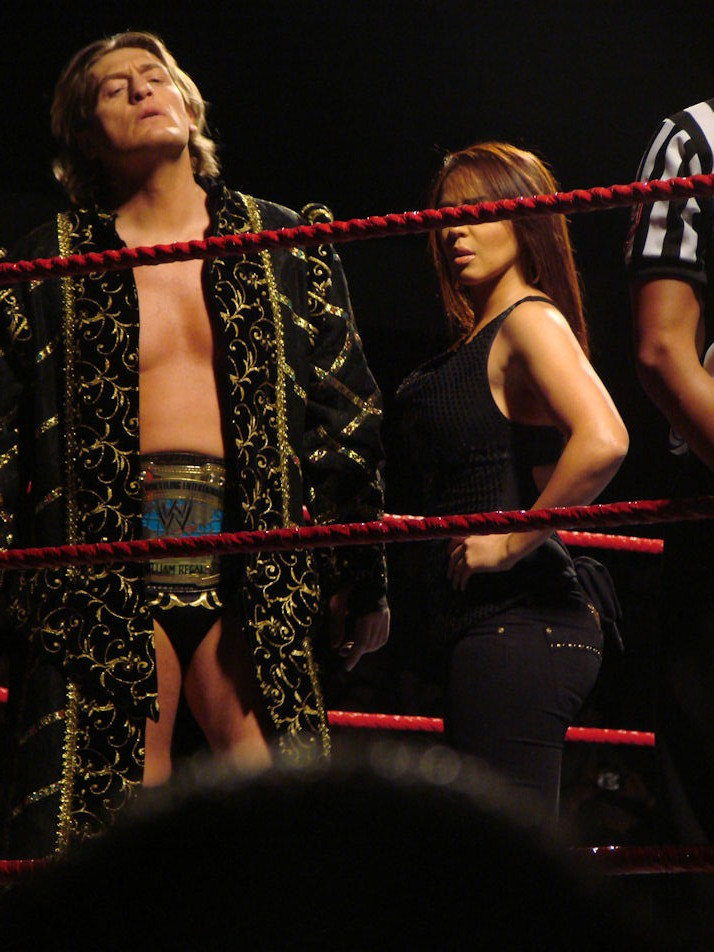
William Regal con l'Intercontinental Championship, titolo che ha detenuto due volte

  - MCW Southern Heavyweight Championship (1)[230]
- Pro Wrestling Illustrated
  - 18º tra i 500 migliori wrestler singoli nella PWI 500 (1994)[231]
  - 196º tra i 500 migliori wrestler singoli nella PWI Years (2003)[232]
- World Championship Wrestling
  - WCW World Television Championship (4)[8]
- World Wrestling Federation/Entertainment
  - WWF Hardcore Championship (5)[11]
  - World Tag Team Championship (4) – con Lance Storm (2), Eugene (1) e Tajiri (1)[16][17][18][19]
  - WWF/E European Championship (4)[12][13][14][15]
  - WWF/E Intercontinental Championship (2)[9][10]
  - King of the Ring (edizione 2008)[233]
- Wrestling Observer Newsletter
  - Best Television Announcer (2013, 2014)[234][235]